# شورتبة
شورتبة (بالفارسية: شورتپه) هي منطقة سكنية تقع في تشارواماق الشرقية الريفية في إيران. يقدر عدد سكانها بـ 109 نسمة .